# Kaltenberg
Kaltenberg è un comune austriaco di 630 abitanti nel distretto di Freistadt, in Alta Austria.